# Pessah Bar-Adon

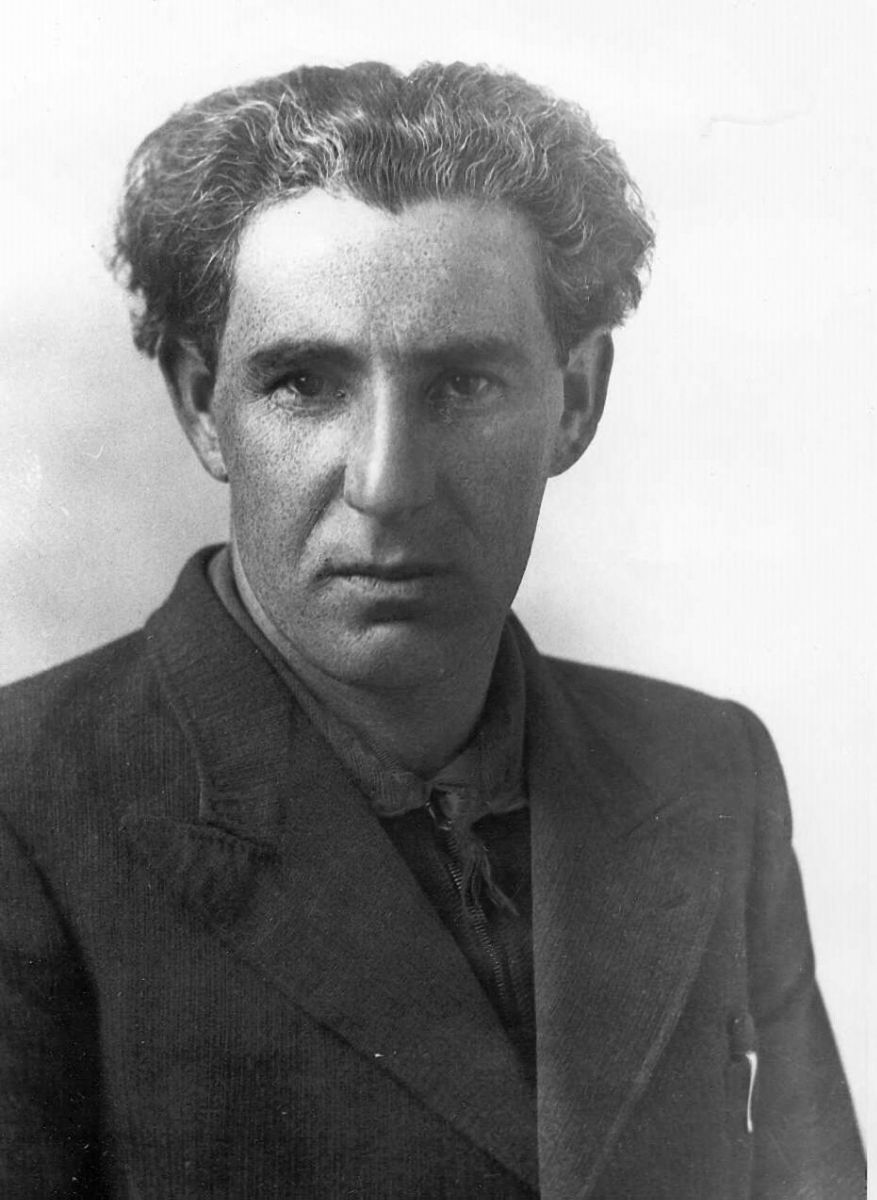

Pessah Bar-Adon (em hebraico: פסח בר-אדון; 1907 (118 anos) - 1985) era um arqueólogo e escritor israelense nascido na Polônia.

## Vida
Nascido Pessah Panitsch em Kolno, Polônia, de uma família ultra-ortodoxa sionista, ele foi educado em uma escola ortodoxa judaica e em Yeshivas. Ele emigrou para Israel em 1925. Enquanto trabalhava na construção de moradias e estradas para se sustentar, ele estudou em estudos do Oriente Médio na Universidade Hebraica de Jerusalém.

## Carreira
Por um período, ele viveu entre beduínos perto de Amã, Bete-Seã e Kuneitra para aprender seu estilo de vida. Parte de sua motivação para esse empreendimento era entender por que muitos dos antigos reis de Israel eram originalmente pastores. Durante esse período, ele vestiu roupas tradicionais beduínas e recebeu o nome de Aziz Effendi.
Durante os tumultos na Palestina de 1929 e a revolta árabe de 1936-1939 na Palestina, ele foi um membro ativo da Haganá Jerusalém. Mais tarde, ele também participou da Aliá Bet.
Em 1932, ele participou de um dos primeiros filmes feitos sobre o judeu Yishuv na Palestina, chamado "Sabra", dirigido por Aleksander Ford.
Em 1939, casou-se com Dorothy Kahn, jornalista americana que se apaixonou pela Terra de Israel, e os dois se mudaram para a casa de Blumenfeld em Moshav Merhavia . Ela morreu em 1950 aos 43 anos.

Bar-Adon esteve envolvido em muitas escavações arqueológicas, entre elas: Bete-Searim, Tel Bete Iera e a descoberta do tesouro do rio Mismar. Ele se envolveu em arqueologia até os 70 anos.